# Barbus sublimus
Barbus sublimus és una espècie de peix cipriniforme de la família dels ciprínids.

## Morfologia
Els mascles poden assolir els 11,5 cm de longitud total.

## Distribució geogràfica
És un endemisme del riu Tigris.